# Oleg Tataurov
Oleg Stanislavovich Tataurov, né le 23 août 1972 à Léningrad, est un patineur artistique et entraîneur russe, vice-champion de Russie en 1993 et 1994.

## Biographie

### Carrière sportive
Oleg Tataurov commence à patiner en 1978. Il est entraîné par Alexeï Michine à Saint-Pétersbourg. Il participe aux derniers championnats soviétiques de 1992, puis aux championnats de Russie à partir de 1993 où il devient double vice-champion national en 1993 et 1994 derrière son compatriote Aleksey Urmanov.
Il représente la Russie à trois championnats d'Europe (1993 à Helsinki, 1994 à Copenhague et 1995 à Dortmund), deux mondiaux (1993 à Prague et 1994 à Chiba), et aux Jeux olympiques d'hiver de 1994 à Lillehammer.
Il arrête les compétitions sportives après les championnats de Russie de 1998.

### Reconversion
Oleg Tataurov devient entraîneur au club de sport du palais des sports Ioubileïny à Saint-Pétersbourg. Il entraîne notamment les patineurs suivants : Petr Gumennik, Alexandre Petrov, Andreï Lazukine, Alexei Krasnozhon...

## Palmarès
| Compétitions principales        | 1991    | 1992    | 1993    | 1994    | 1995    | 1996    | 1997    | 1998    |  |  |  |  |  |  |
| Jeux olympiques d'hiver         |         |         |         | 11e     |         |         |         |         |  |  |  |  |  |  |
| Championnats du monde           |         |         | 11e     | 12e     |         |         |         |         |  |  |  |  |  |  |
| Championnats d'Europe           |         |         | 7e      | 7e      | 6e      |         |         |         |  |  |  |  |  |  |
| Championnats d'Union soviétique |         | 5e      |         |         |         |         |         |         |  |  |  |  |  |  |
| Championnats de Russie          |         |         | 2e      | 2e      | 3e      | 5e      | 6e      | 5e      |  |  |  |  |  |  |
|                                 |         |         |         |         |         |         |         |         |  |  |  |  |  |  |
| Grand Prix ISU                  | 1990/91 | 1991/92 | 1992/93 | 1993/94 | 1994/95 | 1995/96 | 1996/97 | 1997/98 |  |  |  |  |  |  |
| Skate America                   |         |         |         |         | 4e      |         |         |         |  |  |  |  |  |  |
| Skate Canada                    |         |         | 4e      | 5e      |         |         |         |         |  |  |  |  |  |  |
| Coupe d'Allemagne               |         |         |         | 5e      |         | 9e      |         |         |  |  |  |  |  |  |
| Moscou Skate                    | 3e      |         |         |         |         |         |         |         |  |  |  |  |  |  |
| Trophée NHK                     |         |         |         |         | 11e     |         |         |         |  |  |  |  |  |  |
|                                 |         |         |         |         |         |         |         |         |  |  |  |  |  |  |